# Yongrong
Yongrong (kinesiska: 永荣) är en köping i sydvästra Kina. Den ligger i stadsdistriktet Yongchuan i storstadsområdet Chongqing, omkring 92 kilometer väster om det centrala stadsdistriktet Yuzhong. Antalet invånare är 14 305. Befolkningen består av 6 983 kvinnor och 7 322 män. Barn under 15 år utgör 17,0 %, vuxna 15-64 år 69 %, och äldre över 65 år 12,0 %.